# Caradoc de Llancarfan
Caradoc de Llancarfan foi um cronista galês, associado a Llancarfan no século XII.
Cerca de 1130, Caradoc escreveu uma Vida de Gildas, sobre o personagem considerado santo pela igreja galesa. Foi contemporâneo de outro cronista importante, Godofredo de Monmouth, que em algumas versões de sua História dos Reis da Bretanha diz que Caradoc seria o único capaz de continuar com sua obra.
Entre a informação compilada na Vida de Gildas, Caradoc descreveu algumas histórias relacionadas à lenda arturiana de grande interesse. Segundo a Vida, o irmão de Gildas era um pirata que assaltava as costas até que Artur o capturou e executou. Isso causou um conflito entre Gildas e Artur, que depois se reconciliaram. Em outra passagem, Caradoc narra que, quando Gildas estava na Abadia de Glastonbury, o rei local Meleagant (Melwas) raptou a esposa de Artur e a levou a seu castelo. Artur veio com seu exército a Glastonbury mas Gildas conseguiu negociar um acordo entre as partes, de forma que Artur pode recuperá-la sem derramamento de sangue.
O texto de Caradoc é o primeiro a relacionar o rei Artur com Glastonbury - onde mais tarde se dirá que se encontrava a tumba do soberano - e é também o primeiro a mencionar o tema do rapto da rainha Genevra (Guinevere), que será retomado em muitas obras arturianas posteriores.